# Evarcha bicoronata
Evarcha bicoronata là một loài nhện trong họ Salticidae.
Loài này thuộc chi Evarcha. Evarcha bicoronata được Eugène Simon miêu tả năm 1901.